# Heteropoda spinipes
Heteropoda spinipes este o specie de păianjeni din genul Heteropoda, familia Sparassidae. A fost descrisă pentru prima dată de Pocock, 1897. Conform Catalogue of Life specia Heteropoda spinipes nu are subspecii cunoscute.